# Benoit Konongo
Benoit Konongo é um famoso escultor congolês, autor de bustos e estátuas académicas caraterísticas da escola Muta Mayola.

## Biografia
Benoit Konongo nascido em 1919 na aldeia de Kisoundi e falecido em 2007 em Brazzaville, o seu tio Muta Mayola conheceu a escultura tradicional de Téké, ao mesmo tempo que o seu primo Grégoire Massengo. A partir de 1940 começou a expor em Brazzaville com o seu primo Massengo. Em 1943, o arquiteto Roger Errel o admitiu nas Artes Aplicadas. A partir de 1945 Konongo obteve encomendas do poder colonial e do clero, incluindo as estátuas que adornam a Basílica de Sainte-Anne du Congo.

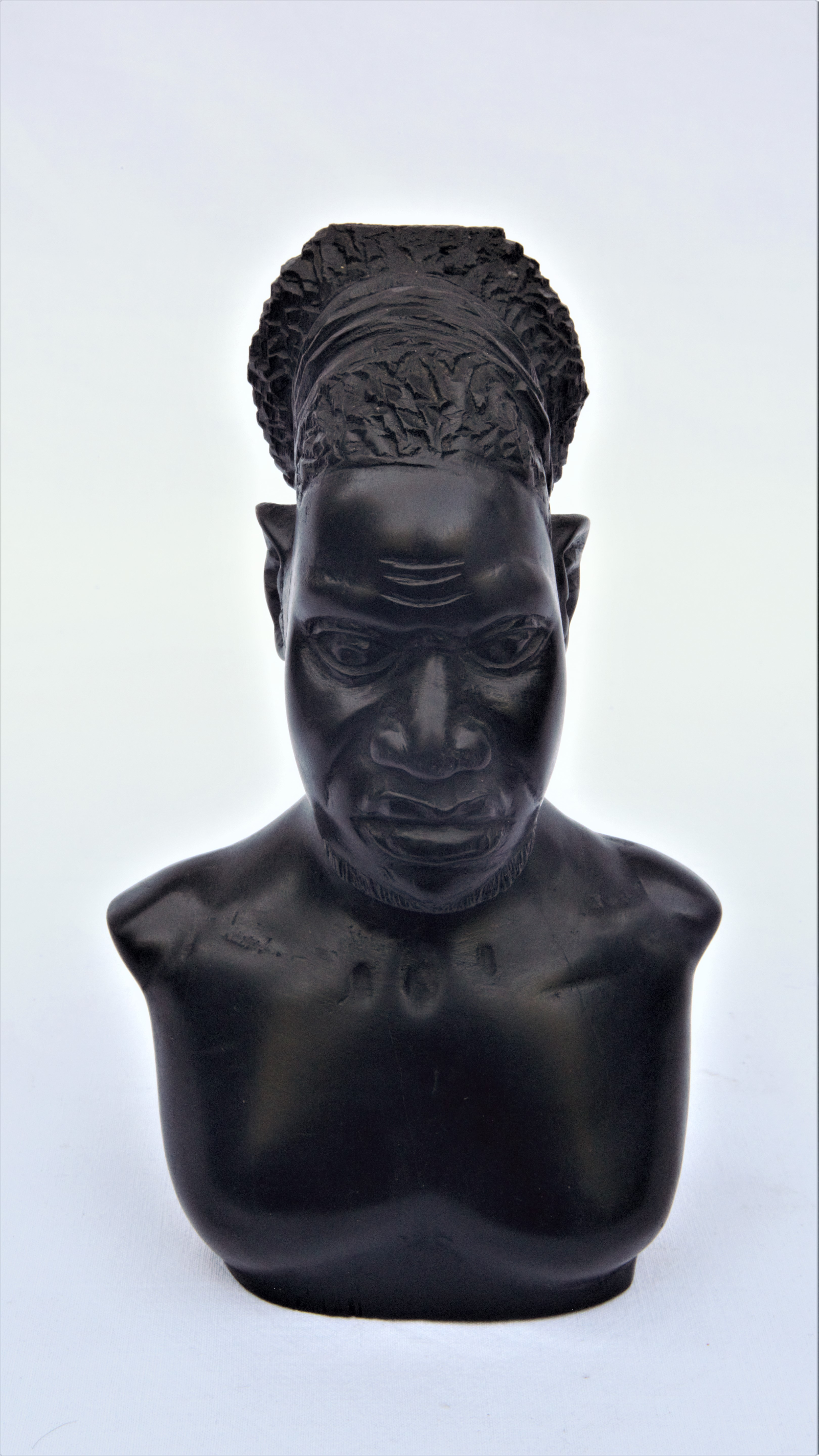
Busto de homem de banús assinado Benoit Konongo